# Supersport-VM 2009
Supersport-VM 2009 kördes över 14 omgångar, alla som supportklass till Superbike. Klassen hade svenskintressen i teamet Stiggy Motorsport drivet av svenska tidigare GP-föraren Johan Stigefelt med förre MotoGP-föraren Anthony West bakom styret. Cal Crutchlow vann titeln, knappt före Eugene Laverty.

## Delsegrare
| Datum        | Bana           | Vinnare        | Märke    |
| ------------ | -------------- | -------------- | -------- |
| 1 mars       | Phillip Island | Kenan Sofuoglu | Honda    |
| 14 mars      | Losail         | Eugene Laverty | Honda    |
| 5 april      | Valencia       | Cal Crutchlow  | Yamaha   |
| 26 april     | Assen          | Eugene Laverty | Honda    |
| 10 maj       | Monza          | Cal Crutchlow  | Yamaha   |
| 17 maj       | Kyalami        | Eugene Laverty | Honda    |
| 31 maj       | Miller         | Kenan Sofuoglu | Honda    |
| 21 juni      | Misano         | Cal Crutchlow  | Yamaha   |
| 28 juni      | Donington Park | Cal Crutchlow  | Yamaha   |
| 26 juli      | Brno           | Fabien Foret   | Yamaha   |
| 6 september  | Nürburgring    | Cal Crutchlow  | Yamaha   |
| 27 september | Imola          | Kenan Sofuoglu | Honda    |
| 4 oktober    | Magny-Cours    | Joan Lascorz   | Kawasaki |
| 25 oktober   | Algarve        | Eugene Laverty | Honda    |

## Slutställning
| Plats | Förare            | Märke    | Poäng |
| ----- | ----------------- | -------- | ----- |
| 1     | Cal Crutchlow     | Yamaha   | 243   |
| 2     | Eugene Laverty    | Honda    | 236   |
| 3     | Kenan Sofuoglu    | Honda    | 189   |
| 4     | Joan Lascorz      | Kawasaki | 163   |
| 5     | Fabien Foret      | Yamaha   | 123   |
| 6     | Andrew Pitt       | Honda    | 119   |
| 7     | Anthony West      | Honda    | 117   |
| 8     | Garry McCoy       | Triumph  | 98    |
| 9     | Mark Aitchison    | Honda    | 93    |
| 10    | Katsuaki Fujiwara | Kawasaki | 73    |